# NGC 788
NGC 788 في الفهرس العام الجديد، هي مجرة زايفرت، تقع في كوكبة قيطس. اكتشفت في 10 سبتمبر 1785 بواسطة ويليام هيرشل.

## روابط خارجية
- NGC 788 على موقع ويكي سكاي: DSS2, SDSS, GALEX, IRAS, Hydrogen α, X-Ray, Astrophoto, Sky Map, Articles and images